# Vicente Sales Musoles
Vicente Sales Musoles (Borriana, 1883 - 1958) fou un advocat i polític valencià, conegut com El Roget de faroles. Fou diputat durant la restauració borbònica i durant la Segona República Espanyola

## Biografia
Estudià dret i filosofia i lletres a la Universitat de València, i més tard a la Universitat de Madrid, on es doctorà el 1900. Treballà com a passant de Niceto Alcalá-Zamora y Torres i a les eleccions generals espanyoles de 1916 fou elegit diputat per la Seu d'Urgell dins el Partit Liberal. Després fou nomenat president de la Secció Agrícola de la Confederació Espanyola d'Empresaris.
En proclamar-se la Segona República Espanyola, va ingressar a la Dreta Liberal Republicana i fou elegit diputat per la província de Castelló a les eleccions generals espanyoles de 1931. Poc després fou nomenat ambaixador d'Espanya al Brasil.